# Варгас, Серхио
Серхио Варгас (исп. Sergio Bernabé Vargas Buscalia; род. 17 августа 1965, Чакабуко, Буэнос-Айрес, Аргентина) — аргентинский и чилийский футболист, вратарь, известный своими выступлениями за клуб «Универсидад де Чили» и сборную Чили. Получил прозвище «Супермен» за свои выдающиеся сейвы, особенно в критических моментах матчей.

## Биография
Серхио Варгас начал свою карьеру в аргентинском клубе «Индепендьенте», где дебютировал в 1984 году. В составе команды он выиграл Кубок Либертадорес и Межконтинентальный кубок в 1984 году, а также чемпионат Аргентины в сезоне 1988/89.
В 1992 году Варгас перешёл в эквадорский «Эмелек», а уже в следующем году присоединился к чилийскому «Универсидад де Чили», где провёл 11 сезонов. За это время он стал одним из ключевых игроков команды, помог ей выиграть четыре чемпионата Чили (1994, 1995, 1999, 2000) и два Кубка Чили (1998, 2000). В 2000 году он был признан лучшим футболистом года в Чили.
В 2001 году Варгас получил чилийское гражданство и был вызван в сборную Чили, за которую провёл 10 матчей, включая участие в Кубке Америки 2001 года.
После завершения игровой карьеры в 2005 году Варгас начал тренерскую деятельность. Он работал с такими клубами, как «Югендланд», «Депортес Темуко», «Курико Унидо» и «Трасандино». Также занимал должности спортивного директора в «Универсидад де Чили» и «Барнечеа».